# Euchalcia eversmanni
Euchalcia eversmanni là một loài bướm đêm trong họ Noctuidae.